# オトゴサウルス
オトゴサウスルス（学名：Otogosaurus、「鄂托克のトカゲ」の意）は前期白亜紀に現在の中国内モンゴル自治区に生息していた竜脚類恐竜の属である。

## 概要
現在知られる唯一の種でもあるタイプ種はOtogosaurus sarulai、2004年に中国の古生物学者である趙喜進により最初に記載された。属名は発見地である鄂托克（Otog）とギリシャ語で「トカゲ」を意味するsauros（σαυρσ）から派生している。種小名はこの地域の先住民である薩茹拉（Sarula）にちなんで命名されている。中国語ではOtogosaurusは鄂托克龙、Otogosaurus sarulaiは萨茹拉鄂托克龙となる。
化石は内モンゴル自治区の白亜紀の約8000万年前の地層で発見された。標本には足と右大腿骨の他いくつかの骨が含まれている。大腿骨の長さは1.85 mでアジアの最大級のマメンチサウルスやチュアンジエサウルスのものを上回り、ディプロドクスのサイズに匹敵する。残存している骨の構造に基づくと、胴椎は頑丈で後肢は前肢より長かった。原記載ではカマラサウルス科とされているが大腿骨が扁平で、遠位（ひざ側）の骨端が著しく内側を向いていることなどから徐星はティタノサウルス類としている。全長は18 mほどと推定される。
竜脚類であり四足歩行の草食動物であったと推定される。オトゴサウルスの生息地は湖沼地帯であったようだ。近くでは足跡化石も発見されている。

## 参照
1. 1 2 3 4  長谷川善和、ケネス・カーペンター、董枝明、徐星『世界の巨大恐竜博2006 生命と環境─進化のふしぎ』日本経済新聞社、NHK、NHKプロモーション、日経ナショナルジオグラフィック社、2006年、138-139頁。